# Bernhard Tittel
Bernhard Tittel, född 6 januari 1873 i Wien, död där 24 december 1942, var en österrikisk musiker.
Tittel studerade vid musikkonservatoriet i Wien och tjänstgjorde som organist i olika kyrkor där. År 1897 blev han solorepetitör och kapellmästare vid hovteatern i Karlsruhe, 1901 förste kapellmästare på stadsteatern i Halle an der Saale, flyttade 1907 till stadsteatern i Nürnberg och återvände 1912 till Wien som kapellmästare på folkoperan. Från 1915 verkade han vid hov- (senare stats-) operan i Wien samt ledde från 1920 symfonikonserter i samma stad. År 1923 blev han kapellmästare på kungliga operan i Budapest och 1927 vid Wienerfilharmonikerna. 
Tittel komponerade körer, ouvertyrer, en symfoni i d-moll samt operan Cesare Borgias Ende.